# Michael Tolkin
Michael Tolkin (né le 17 octobre 1950 à New York) est un réalisateur et écrivain américain. Il a écrit de nombreux scénarios, dont celui de The Player de Robert Altman, qu'il a adapté au cinéma à partir de son roman du même nom, et pour lequel il a reçu le Prix Edgar-Allan-Poe du meilleur scénario ainsi que de nombreuses récompenses.

## Biographie
Né à New York dans une famille juive, il est diplômé en 1974 du Middlebury College. Il commence sa carrière comme journaliste au Daily News, au Village Voice et au Los Angeles Times, avant de se lancer dans l'écriture de scénarios. Il vit à Los Angeles avec sa femme et ses deux filles. En 1992 il adapte son propre roman The Player au cinéma; c'est une critique du milieu d'Hollywood. Il en fera une suite parue en 2006, The Return of the Player.

## Filmographie
- 1989 : Gleaming the Cube  (scénario)
- 1991 : Dernier Sacrifice (The Rapture)  (scénario/réalisation)
- 1992 : The Player  (scénario, d'après son roman)
- 1992 : Deep Cover  (coscénariste)
- 1994 : The New Age  (scénario/réalisation)
- 1994 : The Burning Season
- 1998 : Deep Impact  (coscénariste)
- 1999 : Hantise (The Haunting  (coscénariste, non crédité)
- 2002 : Dérapages incontrôlés (Changing Lanes  (coscénariste)
- 2002 : Fashion victime (coproducteur)
- 2004 : L'Armée des morts (Dawn of the Dead)  (coscénariste, non crédité)
- 2009 : Nine (coscénariste)
- 2018 : Escape at Dannemora (mini-série, cocréateur, scénariste)
- 2022 : The Offer (mini-série, créateur, scénariste)

## Distinctions
- Prix Edgar-Allan-Poe du meilleur scénario pour The Player
- 1993 : British Academy Film Award du meilleur scénario adapté
- 1993 : Writers Guild of America Awards
- 1993 : meilleur scénario à la 5e cérémonie des Chicago Film Critics Association Awards
- 1993 : nommé aux Golden Globe du meilleur scénario
- 1993 : nommé pour l'Oscar du meilleur scénario adapté